# Liste der Biografien/Rodg
Liste der Biografien |
Portal Biografien |
Personensuche
# |
A |
B |
C |
D |
E |
F |
G |
H |
I |
J |
K |
L |
M |
N |
O |
P |
Q |
R |
S |
T |
U |
V |
W |
X |
Y |
Z |
?
 
Ra |
Rb |
Rd |
Re |
Rh |
Ri |
Rj |
Rk |
Rl |
Rm |
Rn |
Ro |
Rr |
Rs |
Rt |
Ru |
Rv |
Rw |
Rx |
Ry |
Rz
 
Roa |
Rob |
Roc |
Rod |
Roe |
Rof |
Rog |
Roh |
Roi |
Roj |
Rok |
Rol |
Rom |
Ron |
Roo |
Rop |
Roq |
Ror |
Ros |
Rot |
Rou |
Rov |
Row |
Rox |
Roy |
Roz 
 
Roda |
Rodb |
Rodd |
Rode |
Rodf |
Rodg |
Rodh |
Rodi |
Rodj |
Rodk |
Rodl |
Rodm |
Rodn |
Rodo |
Rodr |
Rods |
Rodt |
Rodu |
Rodw |
Rody |
Rodz
Die Liste der Biografien führt alle Personen auf, die in der deutschsprachigen Wikipedia einen Artikel haben. Dieses ist eine Teilliste mit 34 Einträgen von Personen, deren Namen mit den Buchstaben „Rodg“ beginnt.

## Rodg

### Rodge
- Rodger, Alan, Baron Rodger of Earlsferry (1944–2011), schottischer Jurist, Richter am Obersten Gerichtshof des Vereinigten Königreichs
- Rodger, Dave (* 1955), neuseeländischer Ruderer
- Rodger, Elliot (1991–2014), britisch-amerikanischer Amokläufer
- Rodger, George (1908–1995), britischer Fotograf
- Rodger, James Wyllie (1867–1896), schottischer Wissenschaftler
- Rodger, Nicholas (* 1949), britischer Marinehistoriker
- Rodger, Patrick Campbell (1920–2002), anglikanischer Bischof
- Rodger, Shem (* 1988), neuseeländischer Straßenradrennfahrer
- Rodgers, Aaron (* 1983), US-amerikanischer American-Football-SpielerAaron Rodgers (* 1983)

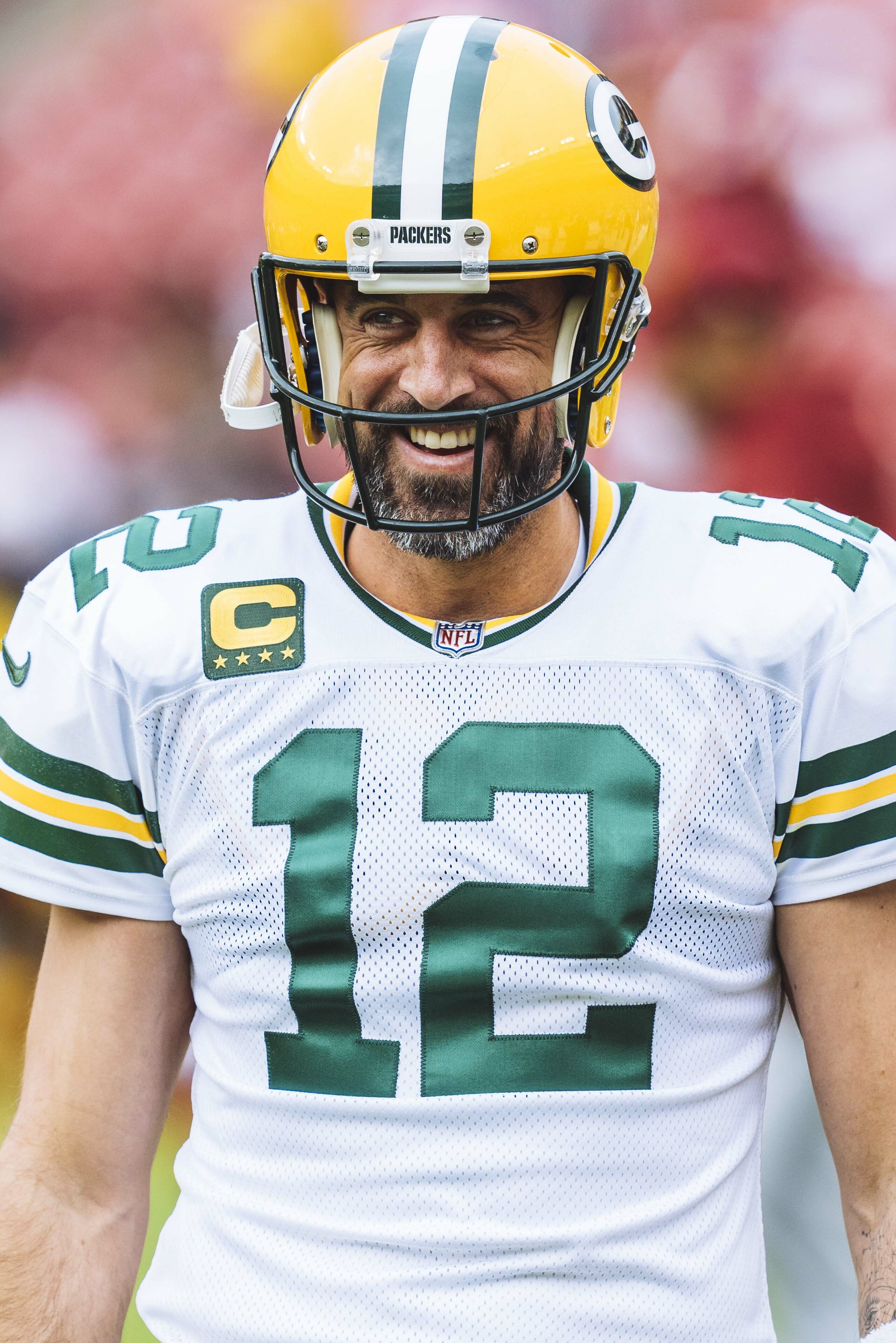
Aaron Rodgers (* 1983)

- Rodgers, Aggie Guerard (* 1943), US-amerikanische Kostümbildnerin
- Rodgers, Anton (1933–2007), britischer Schauspieler
- Rodgers, Bill (* 1928), britischer Politiker, Mitglied des House of Commons
- Rodgers, Bill (* 1947), amerikanischer Langstreckenläufer
- Rodgers, Brendan (* 1973), nordirischer Fußballspieler und -trainer
- Rodgers, Clodagh (1947–2025), britische Sängerin und Fernsehmoderatorin
- Rodgers, Emma (* 1988), neuseeländische Badmintonspielerin
- Rodgers, Gaby (* 1928), deutschamerikanische Schauspielerin und Theaterregisseurin
- Rodgers, Gene (1910–1987), US-amerikanischer Jazzpianist und Arrangeur
- Rodgers, Jimmie (1897–1933), US-amerikanischer Country-Sänger
- Rodgers, Jimmie (1933–2021), US-amerikanischer Popsänger
- Rodgers, John (1914–2004), US-amerikanischer Geologe und Hochschullehrer an der Yale University
- Rodgers, John Hubert Macey Rodgers (1915–1997), neuseeländischer Ordensgeistlicher
- Rodgers, Leon (* 1980), US-amerikanisch-venezolanischer Basketballspieler
- Rodgers, Mary (1931–2014), US-amerikanische Musical-Komponistin und Schriftstellerin
- Rodgers, Michael E. (* 1969), britischer Schauspieler und Synchronsprecher
- Rodgers, Mike (* 1985), US-amerikanischer Sprinter
- Rodgers, Nigel (* 1952), britischer Schriftsteller, Umweltaktivist und Kritiker
- Rodgers, Nile (* 1952), US-amerikanischer Musiker und MusikproduzentNile Rodgers (* 1952)

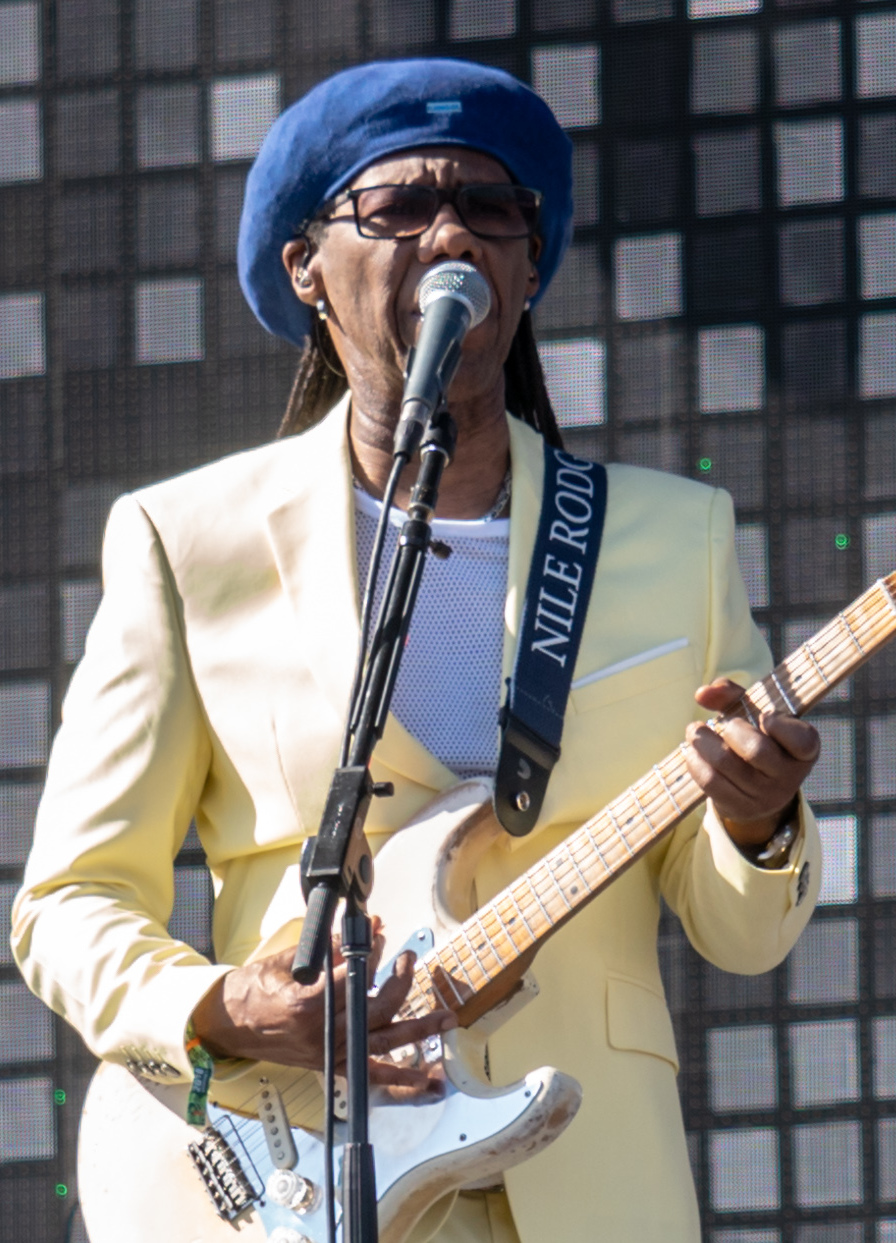
Nile Rodgers (* 1952)

- Rodgers, Paul (* 1949), britischer Rockmusiker
- Rodgers, Richard (1902–1979), US-amerikanischer Komponist
- Rodgers, Robert L. (1875–1960), US-amerikanischer Politiker
- Rodgers, William C. (1965–2005), US-amerikanischer Buchhändler und Öko-Aktivist
- Rodgers-Cromartie, Dominique (* 1986), US-amerikanischer American-Football-Spieler

### Rodgo
- Rodgold, Mordechai (* 1964), israelischer Diplomat